# Nampong
Nampong är en ort i Indien.   Den ligger i delstaten Arunachal Pradesh, i den östra delen av landet, 1 900 km öster om huvudstaden New Delhi. Nampong ligger 418 meter över havet och antalet invånare är 4 424.
Terrängen runt Nampong är kuperad åt nordväst, men åt sydost är den bergig. Runt Nampong är det mycket glesbefolkat, med 4 invånare per kvadratkilometer. Det finns inga andra samhällen i närheten. I omgivningarna runt Nampong växer i huvudsak städsegrön lövskog.